# Marzio Breda
Marzio Breda (Conegliano, 15 luglio 1951) è un giornalista e saggista italiano.

## Biografia
Figlio di Romano Breda, dirigente di banca, e di Mariangela Ulliana, ha vissuto in diverse città del Veneto prima di stabilirsi tra Verona e Milano. Laureato in scienze politiche, ha cominciato la professione giornalistica nel 1975 con una collaborazione alla la Terza Pagina de L’Arena di Verona, seguita da un biennio come cronista nel quotidiano del gruppo Rcs, L’Eco di Padova. Dal 1980 lavora al Corriere della Sera. E’ inviato speciale dal 1986.
Dal 1991 segue la politica dal Quirinale, durante le presidenze di Francesco Cossiga, Oscar Luigi Scalfaro, Carlo Azeglio Ciampi, Giorgio Napolitano e Sergio Mattarella. Nel 2006 ha pubblicato con l’editore Garzanti il saggio La guerra del Quirinale, che analizza i mutamenti del ruolo del presidente della Repubblica tra Prima e Seconda Repubblica.
Studioso di letteratura contemporanea, ha scritto la prefazione di antologie dei poeti Fernando Pessoa (RCS 2004) e Thomas S. Eliot (RCS 2012) e ha introdotto L’ABC del leggere di Ezra Pound (Garzanti 2012). Con Andrea Zanzotto è autore del libro-conversazione In questo progresso scorsoio (Garzanti 2009) che Claudio Magris ha definito “un ampio, affascinante dialogo, ricco di tante cose, ricordi, testimonianze di amici, di scrittori... un libro di amicizia e pietas per la vita”, considerato il testamento letterario e civile del poeta.
Nel 2022 ha vinto, con il saggio Capi senza stato. I presidenti della grande crisi italiana la 58ª edizione del premio Estense.
Del 2024 è Il nemico di Mussolini (Solferino) storia di Giacomo Matteotti, eroe dimenticato, premio Lussu e premio Croce.

## Opere
- La guerra del Quirinale, La difesa della democrazia ai tempi di Cossiga, Scalfaro e Ciampi, Milano, Garzanti, Collana Saggi, 2006, ISBN 88–11–59780-3
- In questo progresso scorsoio, conversazione con Andrea Zanzotto, Milano, Garzanti, Collana Le Forme, 2009, ISBN 978-88-11-68111-3. Dalla terza edizione nella Collana Gli Elefanti, Garzanti, 2015 – 2022, con una nota di Claudio Magris.
- Capi senza Stato, I presidenti della Grande Crisi italiana, Venezia, Marsilio, Collana Nodi, 2022 (Premio Estense 2022), ISBN 978-88-297-0346-3
- Il nemico di Mussolini, Giacomo Matteotti, storia di un eroe dimenticato, con Stefano Caretti, Milano, Solferino, Collana Saggi, ISBN 978-88-282-1347-5

## Curatele
- Alberto Cavallari, La forza di Sisifo, Torino, Aragno Editore, Collana Classici del giornalismo, 2011, ISBN 978-88-8419-541-8.
- Il grande gioco del Quirinale. La posta in palio nell’elezione del presidente della Repubblica, con Michele Ainis, M. Breda, Antonio Carioti, Giuseppe Galasso, Ernesto Galli della Loggia, Angelo Panebianco, Antonio Puri Purini, Sergio Romano. RCS Mediagroup Milano, Collana Grandi Saggi, 2013, ISS 2038-0836
- Giorgio Napolitano. Il presidente venuto da lontano (con Antonio Carioti), con Giovanni Bianconi, M. Breda, Maurizio Caprara, A. Carioti, Paolo Franchi, Monica Guerzoni, Claudio Magris, Mario Monti, Antonio Polito. RCS Mediagroup Milano, 2023.  9 772036 629234
- Sandro Pertini, una certa idea di socialismo (con Stefano Caretti) Solferinoi Editore 2025, ISBN 978-88-282-1649-0

## Prefazioni e altri testi
- Fernando Pessoa, Poesie (a cura di Luigi Panarese), Collana la Grande poesia, Milano, Corriere della Sera, 2004, 9 771129 085209.
- Andrea Zanzotto, Haiku for a season (a cura di Anna Secco e Patrick Barron), Milano, Mondadori, Collana Lo Specchio, 2019, ISBN 978-88-04-71257-2.
- Andrea Zanzotto, Haikus pour une saison (par Philippe Di Meo), Edition La Barque, Paris, 2021,   9 782917 504512
- Andrea Zanzotto, Zauberkraft è la mia contrada, (a cura di Miro Graziotin, con fotografie di Danilo De Marco), edizione non venale, Comune di Pieve di Soligo, 2021.
- Claudio Magris, Ti devo tanto di ciò che sono, carteggio con Biagio Marin, (a cura di Renzo Sanson), Garzanti Milano, 2019, ISBN 978-88-11-60506-5
- Ezra Pound, L’ABC del leggere, Collana Novecento, Garzanti Milano, 2012, ISBN 978-88-11-60151-7
- Thomas Stearns Eliot, Il sermone del fuoco, Collana un secolo di poesia, 2012, RCS Mediagroup Milano, 9 771974 920137
- Dino Buzzati, Bàrnabo delle montagne, Collana Le opere di Dino Buzzati, 2017, RCS Mediagroup Milano,  9772039568264
- Renzo Zorzi, Cinquecento quintali di sale, Collana Biblioteca della Resistenza,  RCS Mediagroup Milano, 2015,  9771824458056
- La letteratura involontaria di Tangentopoli, in Il romanzo della politica, la politica nel romanzo, a cura di Ranieri Polese, Almanacco Guanda 2008, Milano, 6788860888129
- Walter Tobagi ieri e oggi. I suoi articoli riletti trent’anni dopo dalle firme del Corriere, 2010, Fondazione del Corriere della Sera, 9 771824 458179
- Poter capire, voler spiegare: Walter Tobagi quarant’anni dopo, 2020, RCS Mediagroup Milano,  9 772038 085 199
- Mani Pulite, l’inchiesta che ha cambiato l’Italia: 1992-2012, vol. 1, Le parole, Milano, Corriere della Sera 2012
- Falcone e Borsellino, Il coraggio e l’esempio: 1992-2012, vol. 1, Le parole, Milano, Corriere della Sera 2012
- Dieci giorni: dalle dimissioni di Berlusconi al governo Monti, cronaca, analisi e segreti, RCS Quotidiani Milano, 2011
- Il presidente: Mattarella, i giovani e la Costituzione, People edizioni, Gallarate (Varese), 2019,  ISBN 978-88-320-8921-9
- Sandro Pertini, combattente per la libertà, (a cura di Stefano Caretti e Maurizio Degl’Innocenti), 2020, Rcs Mediagroup Milano, ISSN 2532-1072
- Il Colle d’Italia: le firme del Corriere raccontano la corsa al Quirinale, 2022, RCS Mediagroup Milano
- Lezioni di giornalismo. 100 articoli che hanno raccontato il Novecento italiano, (a cura di Nicola Graziani), Antologia, Collana Igloo Informazione, 2005, Edizioni Nutrimenti, Roma. 9788888389394
- Un anno in prima pagina. Il meglio di dodici mesi di giornalismo italiano (a cura di Nicola Graziani), Antologia, Collana Igloo Informazione, 2010, Edizioni Nutrimenti, Roma. 9788895842974
- Giosetta Fioroni, I teatrini-presepi, a cura di Piero Mascitti e Marco Meneguzzo (foto di Aurelio Amendola, testi di M. Meneguzzo, G. Fioroni, P. Mascitti, Giorgio Agamben, Raffaele La Capria, Ermanno Rea, Erri De Luca, Silvio Perrella, M. Breda, Elettra Bottazzi).  Silvana Editoriale, Cinisello Balsamo, Milano, 2015
- Giosetta Fioroni, Capri, a cura di Marco Meneguzzo (testi di G. Fioroni, Piero Mascitti, M. Meneguzzo, M. Breda, Goffredo Parise, Elettra Bottazzi), Silvana Editoriale, Cinisello Balsamo, Milano, 2016
- La storia di tante storie, Giornali e giornalisti del Veneto, (profilo di Giulio Nascimbeni), Edizioni Biblioteca dell’immagine, 2016
- Indro Montanelli, come un vascello pirata, Rizzoli libri 2024, ISBN 9788817189927

## Premi e riconoscimenti
- Premio giornalistico internazionale Theodor Mommsen, targa Ludovico Magrini, Quarto Flegreo, 1992
- Premio Torri del Benaco “Sandro Bevilacqua”, 2006
- Premio alla carriera, Ordine dei giornalisti del Veneto, 2009
- Premio Lucio Colletti,  Roma, 2013
- Premio Andrea Zanzotto, Pieve di Soligo, 2014
- Premio Giorgio Lago, dieci anni di eccellenza del Nordest, 2015
- Premio Estense, l’eccellenza nel giornalismo italiano, Ferrara 2022
- Premio Emilio Lussu, X edizione, sezione saggistica, 2024 Cagliari
- Premio Benedetto Croce, XX edizione, 2025 per la saggistica, Pescasseroli L'Aquila